# عقرب عربي سمين الذيل
ينتمي العقرب العربي سمين الذيل (الاسم العلمي: Androctonus crassicauda) إلى فصيلة العقربيات، وهو أحد أكثر فصائل العقارب سمية، يتواجد عادة في شمال إفريقيا والشرق الأوسط.

## الوصف
معروف عنها أنها لا تحفر الجحور ولكنها تختبيء في النَّهار بين الصخور والشجيرات والنباتات الجافة وتحت الأنقاض، وتخرج ليلاً للبحث عن الغذاء.

### الحجم
يصل مُتوسط طولها إلى قرابة الـ 10 سم، وتمتلك ثلاث أعيُن.

### اللون
يتراوح لونها من الأسود إلى البني الزيتوني أو البني الكاكاوي.

## مضاد السم
تم استخدام مضادات السموم التي تنتجها هذه الأنواع في تركيا لعلاج جميع لسعات العقارب منذ عام 1942.